# Szigeti Szent István-templom
A Szigeti Szent István-templom egy középkori horvát templom volt a 10. századból, melyet Zárai Jelena adatott építeni a Gospin-szigeten, Szalona város közelében. A szalonai Szűz Mária-templommal egyidejűleg épült meg 976 körül, melyet a templom bejáratánál felfedezett tábla bizonyít. A Szigeti Szent István-templom a horvát királyok nyughelyeként szolgált, mig a Szűz Mária-templom volt a koronázási bazilika. Néhány történelmi forrásban a két templom össze van keverve. Az épület alapzata jelenleg a Szigeti Szűz Mária-templom alatt fekszik.

## Története
A 10. században Zárai Jelena horvát királynő a Gospin-szigeten építtetett két templomot, a Szűz Mária és a Szent István-templomot. Több irat számol be róluk, többek között Főesperes Tamás szpalatói krónikaíró. Az ún. kettős templomok (basilica geminatae) rendjébe tartoztak, melyeket Horvátországban általában a bencések építettek. A magasabb templom mindig Szűz Máriának volt szentelve, a kisebb meg egy másik szentnek. A középkori szokások szerint a királyokat abba a templomba temették el, ahol meg lettek koronáztatva, ezért feltételezhetjük, hogy a Szűz Mária-templom volt a koronázási bazilika. ameddig Zvonimir király nem építette meg a Szent Péter és Mózes-templomot (az un. Üreges templomot). A néphagyomány szerint hét királyt temettek el benne.
Lovro Katić archeológus és költő 1930-ban egy 14. századi iratot talált a Split-i katedrálisban, amely alapján kezdte el ásatásait. Egyhajós, 18x6 méter kerületű templom alapzatát fedezett föl, nagy pitvarral, melyben több középkori horvát sírt talált, valamint későbbi korból származó sírokat is.
Az eredeti két templom helyén másik kettő lett építve melyeket hasonlóan temetkezésre használtak, ezért kevés nyom maradt a horvát uralkodók korából. A tatárjárás során a sírokat kirabolták, de a templomokat valószínűleg nem rombolták le, mivel I. Mladen Subics egyik 1342-ből származó irata még említi a Szűz Mária-templomot. Legvalószínűbb, hogy a törökök rombolták le a 16. század elején.
Miután a törökök kivonultak e területről, az alapokon a Szigeti Szűz Mária-templom lett fölépítve. Ennek 1670 előtt kellett megtörténnie, mivel a szalonai egyházi iratokban le lett jegyezve, hogy ennek az évnek szeptember 8-án keresztelési szertartást végeztek a templomban.

## Lásd még
- Zárai Jelena
- II. Krešimir horvát király
- Horvát Királyság